# 馬口鐵 (插畫家)
馬口鐵／錻力（ブリキ），日本插畫家，大阪府出生。以《電波女與青春男》為插畫出道作，曾榮獲「2012這本輕小說真厲害！」插畫部門第1名。

## 輕小說插畫作品
- 《電波女與青春男》（電波女と青春男）：全8冊&SF版
- ：全1冊
- 《蜥蜴王》（トカゲの王）：5冊
- 《我的朋友很少》（僕は友達が少ない）：全11冊&外傳
- ：全1冊
- ：全1冊
- ：1冊
- 《喜歡本大爺的竟然就妳一個？》（俺を好きなのはお前だけかよ）：既刊16冊
- 《SHINE POST》：3冊

## 漫畫
- ：《電波女與青春男》短篇（原作：入間人間），刊载于《電擊文庫MAGAZINE》

## CD插圖
- 《The Grimoire Of Alice》（出展：Pizuya's Cell x MyonMyon）
- 《NUCLEAR BLAST》（出展：Pizuya's Cell x MyonMyon）
- 《Resurrection Ballad》（出展：Pizuya's Cell x MyonMyon）
- 《Shooting Star》
- 《Rising Star》

## 動畫
- 《我的妹妹哪有這麼可愛》 第一季第2話ED插圖
- 《魔法少女小圓》 第11話預告插圖
- 《我的朋友很少》第一季第12話ED插圖
- 《偽物語》 第10話ED插圖
- 《刀劍神域》 第6話ED插圖
- 《来自風平浪靜的明日》 角色原案
- 《不正經的魔術講師與禁忌教典》 第6話ED插圖

## 外部連結
- （日語）http://afortoftinplate.web.fc2.com/index.html （页面存档备份，存于）